# 7451 Verbitskaya
7451 Verbitskaya eller 1978 PU2 är en asteroid i huvudbältet som upptäcktes den 8 augusti 1978 av den rysk-sovjetiske astronomen Nikolaj Tjernych vid Krims astrofysiska observatorium på Krim. Den har fått sitt namn efter Lyudmila Verbitskaya.
Asteroiden har en diameter på ungefär 7 kilometer och den tillhör asteroidgruppen Gefion.